# Meybi Ramírez
Meybi Evelina Ramírez (ur. 1989) – salwadorska zapaśniczka walcząca w stylu wolnym. Zdobyła brązowy medal na mistrzostwach panamerykańskich w 2007, a także na igrzyskach Ameryki Środkowej w 2017 roku.